# 淡水フグ
淡水フグ（たんすいフグ）は、淡水に生息するフグのことで、熱帯魚としてのフグの一部の種をまとめて呼ぶときの名称。

## 概要
世界各地の熱帯域には海以外にも淡水に生息する種が多数存在する。純淡水での飼育が可能な種類は一般的な熱帯魚と同じ感覚で手軽に飼育でき、人気のある鑑賞魚である。海水に近い濃度の汽水に生息するミドリフグやハチノジフグも淡水フグと呼ばれることがあるが、純淡水では長期間の飼育は出来ないので人工海水で飼うほうがいい。
なお、毒性についてはほとんど解明されていない。
また淡水フグは気性が荒く、他の熱帯魚を追い回して傷つけてしまうので混泳には向かない。

## 代表的な淡水フグ
マレーフグ
学名：Tetraodon palembangensis
マレーシア、インドネシアなどに分布。淡水性で全長15cm以上になる。
タンガニーカフグ、テトラオドン・ムブ
学名 Tetraodon mbu
アフリカ原産で、タンガニーカ湖、コンゴ川流域などの淡水、汽水域に分布する大型の淡水フグ。60cm以上になる。褐色の体に黄色の網目模様が入るのが特徴。
テトラオドン・ファハカ（リネアートゥス）
学名：Tetraodon lineatus。アフリカ原産で、ナイル川から広範囲に生息する。基本的には淡水性。全長40センチ程度に成長する。この種は2種類の亜種が確認されている。その亜種の中のテトラオドン・リネアートゥス・ルドルフィアヌス（学名 Tetraodon lineatus rudolfianus）という種は、塩湖という環境のため全長10センチ程度にしかならない。
ナイルフグ（テトラオドン・ミウルス）
学名：Tetraodon miurus
アフリカ原産。コンゴ川流域などに分布。淡水性。全長15cm程度。ちなみに、ナイルフグと言うが実際はナイル川には生息していないため、学名の「テトラオドン・ミウルス」で呼ばれることも多い。砂に潜ることを好み、体色は赤みがかった茶色が一般的であるが、個体によって灰色や黒褐色などのバリエーションがある。
アベニー・パファー
学名：Carinotetraodon travancoricus
インドに分布。淡水性。全長3.5cm 程度の非常に小型の種。水槽内でもしばしば繁殖が観察されている。
南米淡水フグ
学名：Colomesus asellus
南米アマゾン川産の純淡水性のフグ。体長7cmほどの小型種でフグとしては性格が温和なため、他の魚との同居が可能な数少ない淡水フグである。背面の薄い黄色の地肌に黒い縞模様が5本入る。
前述の通り、おとなしい種と評される本種だが、どちらかといえば臆病で落ち着きが無い。
なお、近縁種に本種に類似した外見の「南米汽水フグ」もしくは「クロオビフグ」と呼ばれるColomesus psittacus種が存在するが、汽水性で性格も攻撃的である。psittacus種はasellus種と異なり縞模様が6本で、最大で体長40cmに成長する。